# Прва савезна лига Југославије у фудбалу 1984/85.
Прва савезна лига Југославије била је највиши ранг фудбалског такмичења у Југославији 1984/85. године. И педесетседма сезона по реду у којој се организовало првенство Југославије у фудбалу. Првак је постао ФК Сарајево, освојивши своју другу титулу.

## Табела
| Mesto | Klub                | mečeva | pobeda | nerešenih | poraza | dati golovi | primljeni golovi | gol razlika | bodova |
| ----- | ------------------- | ------ | ------ | --------- | ------ | ----------- | ---------------- | ----------- | ------ |
| 1     | Сарајево            | 34     | 19     | 10        | 5      | 51          | 30               | +21         | 48     |
| 2     | Хајдук Сплит        | 34     | 16     | 12        | 6      | 65          | 42               | +23         | 44     |
| 3     | Партизан            | 34     | 14     | 11        | 9      | 46          | 34               | +12         | 39     |
| 4     | Црвена звезда       | 34     | 16     | 6         | 12     | 63          | 38               | +25         | 38     |
| 5     | Вардар Скопље       | 34     | 16     | 5         | 13     | 67          | 58               | +9          | 37     |
| 6     | Динамо Загреб       | 34     | 14     | 8         | 12     | 47          | 38               | +9          | 36     |
| 7     | Жељезничар Сарајево | 34     | 11     | 12        | 11     | 53          | 46               | +7          | 34     |
| 8     | Ријека              | 34     | 12     | 10        | 12     | 49          | 48               | +1          | 34     |
| 9     | Сутјеска Никшић     | 34     | 11     | 11        | 12     | 41          | 42               | -1          | 33     |
| 10    | Приштина            | 34     | 13     | 6         | 15     | 44          | 49               | -5          | 32     |
| 11    | Вележ Мостар        | 34     | 10     | 12        | 12     | 39          | 44               | -5          | 32     |
| 12    | Осијек              | 34     | 12     | 7         | 15     | 37          | 46               | -9          | 31     |
| 13    | Слобода Тузла       | 34     | 10     | 11        | 13     | 28          | 38               | -10         | 31     |
| 14    | Динамо Винковци     | 34     | 11     | 8         | 15     | 40          | 51               | -11         | 30     |
| 15    | Будућност Титоград  | 34     | 11     | 8         | 15     | 31          | 49               | -18         | 30     |
| 16    | Војводина           | 34     | 9      | 11        | 14     | 36          | 47               | -11         | 29     |
| 17    | Искра Бугојно       | 34     | 8      | 11        | 15     | 32          | 50               | -18         | 27     |
| 18    | Раднички Ниш        | 34     | 8      | 11        | 15     | 27          | 46               | -19         | 27     |
| -     | Челик Зеница        | -      | -      | -         | -      | -           | -                | -           | -      |
| -     | ОФК Београд         | -      | -      | -         | -      | -           | -                | -           | -      |

|  | Куп европских шампиона   |
|  | Куп УЕФА                 |
|  | Куп победника купова     |
|  | испали у другу лигу      |
|  | пласирали се у прву лигу |

## Најбољи стрелци
| Ред | Играч              | Клуб          | Голови |
| --- | ------------------ | ------------- | ------ |
| 1   | Златко Вујовић     | Хајдук Сплит  | 25     |
| 2   | Дарко Панчев       | Вардар        | 20     |
| 3   | Хусреф Мусемић     | Сарајево      | 19     |
| 4   | Сулејман Халиловић | Црвена звезда | 18     |
| 5   | Зоран Батровић     | Приштина      | 15     |
| 6   | Иван Гудељ         | Хајдук Сплит  | 12     |
| 6   | Драган Манце       | Партизан      | 12     |
| 8   | Звонко Варга       | Партизан      | 11     |
| 8   | Зоран Самарџија    | Жељезничар    | 11     |

## Састави екипа
| Екипа            | Играчи | Тренер                            |
| ---------------- | --- | --------------------------------- |
| Сарајево         | Фарук Хаџибегић (34/4), Милош Ђурковић (34/0), Предраг Пашић (33/9), Славиша Вукићевић (33/3), Мехмед Јањош (32/1), Ферид Радељаш (32/0), Хусреф Мусемић (31/19), Драган Јаковљевић (30/9), Мирза Капетановић (30/0), Давор Јозић (29/2), Сенад Мердановић (23/3), Нихад Милак (17/0), Зијад Швракић (16/0), Един Хаџиалагић (13/1), Горан Јуришић (10/0), Ивица Вујичевић (8/0), Томислав Бошњак (5/0), Драган Божовић (5/0), Владимир Петковић (2/0), Дејан Раичковић (2/0), Есад Хошић (1/0), Агим Николић (1/0)                                                                                      | Бошко Антић                       |
| Хајдук           | Златко Вујовић 34/25, Иван Гудељ 32/11, Јосип Шпањић 32/1, Аљоша Асановић 31/6, Драгутин Челић 31/1, Иван Пудар 30, Блаж Слишковић 29/8, Бранко Миљуш 29, Зоран Вулић 27/4, Зоран Вујовић 27/2, Момир Бакрач 23, Горан Шушњара 18, Стјепан Андријашевић 14/1, Јерко Типурић 14/1, Милан Петровић 14, Џевад Прекази 8/1, Дарко Дражић 8, Ненад Шалов 6, Влахо Мацан 5, Зоран Варводић 5, Стјепан Деверић 4/1, Зденко Адамовић 3/1, Младен Богдановић 3, Никица Цукров 1, Иве Јеролимов 1. | Анте Младинић, Станко Поклеповић  |
| Партизан         | Фахрудин Омеровић 33, Миодраг Јешић 32/3, Звонко Варга 30/11, Слободан Ројевић 30, Небојша Вучићевић 29/2, Љубомир Радановић 29, Драган Манце 27/12, Владимир Вермезовић 22, Драги Каличанин 21/2, Адмир Смајић 21, Никола Марјановић 20, Миодраг Радовић 19, Милош Ђелмаш 19, Горан Стевановић 18/2, Зоран Димитријевић 18/2, Никица Клинчарски 17/3, Милоња Ђукић 16/5, Звонко Живковић 12/3, Радослав Никодијевић 8/1, Звонко Поповић 7, Јовица Колб 5, Слађан Шћеповић 2, Радомир Радуловић 1, Сеад Машић 1, Дарко Белојевић 1.                                                                      | Милош Милутиновић, Ненад Бјековић |
| Црвена звезда    | Марко Елснер 33/1, Сулејман Халиловић 30/18, Бошко Ђуровски 27/10, Митар Мркела 27/6, Ђорђе Миловановић 26/2, Милан Јанковић 25/1, Милко Ђуровски 23/9, Драган Милетовић 23/1, Мирослав Шугар 22/1, Миодраг Кривокапић 22/1, Златко Крџевић 22/1, Живан Љуковчан 22, Милан Јовин 19, Јовица Николић 16/2, Милош Шестић 13/6, Рајко Јањанин 12/3, Томислав Ивковић 12, Златко Крмпотић 12, Зоран Димитријевић 12, Зоран Банковић 10, Недељко Милосављевић 6, Небојша Бандовић 4, Радослав Жугић 3, Константин Ђурић 2, Ранко Ђорђић 2, Љубиша Стојановић 2, Влада Стошић 1.                               | Гојко Зец                         |
| Вардар           | Милко Симовски 32/3, Дарко Панчев 31/20, Васил Рингов 30/9, Драги Сетинов 30/8, Тони Савевски 30, Чедомир Јаневски 30, Петар Георгијевски 29/5, Гордан Здравков 28/9, Горан Живановић 24, Илија Најдоски 22, Ђорђе Јовановски 20, Кочо Димитровски 19/4, Слободан Горачинов 18, Венцеслав Симоновски 15, Гоце Алексовски 14/5, Борче Мицевски 13/2, Стојимир Урошевић 10, Момчило Грошев 10, Сашо Тодоровски 9, Томе Трајановски 7, Драган Јакимовски 1, Александар Недев 1. | Илија Димовски                    |
| Динамо Загреб    | Ранко Стојић 34, Михајло Петровић 34, Срећко Богдан 33/9, Звијездан Цветковић 30/1, Мирко Лулић 30/1, Борислав Цветковић 29/7, Иван Цвјетковић 27/6, Јасмин Џеко 27/2, Предраг Јурић 24/1, Жељко Цупан 24/1, Мустафа Арслановић 23, Сњежан Церин 19/10, Марко Млинарић 19/6, Златан Арнаутовић 19/1, Славко Иштванић 12, Младен Муњаковић 11, Давор Браун 10/1, Маринко Спајић 10, Анте Румора 5, Драган Бошњак 4, Никола Јурчевић 4, Миливој Брачун 4, Дамир Бишкуп 3, Никола Кришто 1. | Бранко Зебец                      |
| Жељезничар       | Рефик Шабанаџовић 33, Мехмед Баждаревић 32/3, Драган Шкрба 31, Зоран Самарџија 30/12, Един Ћурић 30/5, Бранислав Берјан 29, Мирсад Баљић 28/5, Един Бахтић 27/9, Јосип Чилић 27, Владо Комшић 24, Радмило Михајловић 20/6, Харис Шкоро 20/4, Владо Чапљић 18, Никола Никић 17/3, Зоран Матковић 12/2, Милан Гутовић 8, Душко Ивановић 7, Петар Ђорђевић 7, Миломир Одовић 5, Мустафа Ђелиловић 5, Зоран Паприца 4, Синиша Ашкраба 3, Драган Бочевски 3, Аднан Фочић 1. | Ивица Осим                        |
| Ријека           | Дамир Десница 31/6, Никица Миленковић 30, Борче Средојевић 30, Ненад Грачан 29/7, Данко Матрљан 28/4, Милош Хрстић 28, Борис Тичић 27/1, Адриано Фегиц 24/11, Давор Радмановић 22/6, Небојша Малбаша 21/5, Мауро Равнић 19, Јован Савић 16, Владо Котур 16, Срећко Јуричић 15, Драган Стевановић 14/1, Роберто Палиска 14, Зоран Шкерјанц 12/1, Мирза Кахровић 11, Предраг Валенчић 10/7, Младен Младеновић 9, Зоран Шестан 8, Раде Љепојевић 7, Звијездан Радин 5, Дарко Перанић 5, Петар Зрилић 4. | Јосип Скоблар                     |
| Сутјеска         | Славенко Кузељевић 33/2, Жарко Ђуровић 32/5, Радоман Грбовић 32/1, Славко Радовановић 31/8, Миомир Бакрач 29/2, Никола Ракојевић 26/3, Милијан Тупајић 26/2, Брајан Ненезић 26, Сеад Шаботић 25/5, Александар Медин 25/1, Драган Поповић 22/1, Бојан Кркић 20, Радован Бујић 17, Жељко Вуковић 16/1, Жељко Бајчета 15/3, Милован Марушић 15, Мојаш Радоњић 13/4, Милорад Бајовић 12/1, Слободан Јањуш 12, Жарко Драшковић 6/2, Перо Гиљен 5, Ратко Пејовић 2. | Милован Ђорић                     |
| Приштина         | Фадиљ Мурићи 34/4, Зоран Батровић 33/15, Скендер Шенгуљ 33, Фадиљ Вокри 30/8, Сахит Кељменди 30/3, Рифат Мехиновић 30/3, Кујтим Шаља 28/3, Џевдет Мурићи 28/2, Нашет Жавели 27, Менсур Неџипи 26/3, Агим Цана 25/1, Рафет Прекази 17/1, Шефћет Синани 17, Рамадан Цимили 16, Фатон Доми 14, Бехајдин Ђинали 10, Фавзи Рама 7, Радојко Стевановић 6, Арбнор Морина 6, Зоран Мартиновић 5, Горан Пуповац 4/1, Сами Луголи 4, Едмонд Ругова 3, Рамиз Краснићи 2, Коста Лалић 1, Реџеп Гаџоли 1, Јусуф Тортоши 1.                                                                                            | Ајет Шошоли                       |
| Вележ            | Енвер Марић 32, Горан Јурић 32, Авдо Калајџић 31/1, Ивица Барбарић 31, Мишо Крстичевић 28/6, Сеад Кајтаз 25/3, Владимир Матијевић 25/1, Исмет Шишић 24/1, Аднан Међедовић 23/10, Анел Карабег 23/1, Драгомир Окука 22/3, Драженко Прскало 17/1, Даворин Јуричић 16/1, Сенад Главовић 15/4, Семир Туце 15/3, Мили Хаџиабдић 12, Далибор Цвитановић 11, Момчило Вукоје 9, Боривоје Лучић 8, Мехо Кодро 7/3, Ненад Биједић 7/1, Фрањо Владић 4, Седин Тановић 3, Шпиро Осибов 3, Емир Туфек 1, М. Шарац 1.                                                                                                  | Душан Бајевић                     |
| Осијек           | Горан Алар 34/7, Дражен Кукурић 32/7, Ивица Калинић 32/1, Бранко Жеравица 32, Анте Ракела 30/6, Владо Касало 29/5, Бранко Давидовић 27, Горан Поповић 25, Лука Костић 24, Иван Шмудла 24, Алојз Лукић 21/1, Бранко Карачић 16/3, Здравко Чакалић 16/2, Зоран Манојловић 14, Изет Реџепагић 11/2, Јосип Пиршл 11, Слободан Маровић 11, Миомир Метер 10, Драган Лепињица 7/2, Стеван Мичић 7, М. Пенава 7, Далибор Шпољарић 5/1, Милан Маричић 5, Давор Шукер 3, Далибор Божић 3, Бранко Мартинчевић 2, Златко Јурасовић 1, Томислав Штајнбрикнер 1, Д. Пејић 1.                                           |                                   |
| Слобода          | Горан Миљановић 34/2, Мирза Хаџић 33, Адемир Смајловић 32/6, Неџад Верлашевић 31/1, Раде Тошић 30/2, Лазар Радевић 30, Мидхат Мемишевић 29/2, Слободан Петровић 28, Митар Лукић 26/3, Џемал Дједовић 20/1, Енес Јушић 17, Нихад Мујезиновић 15/2, Муневер Крајишник 14/2, Екрем Ибрић 14/1, Сеад Сарајлић 12, Фуад Мулахасановић 11, Гордан Џафић 8/2, Јасмин Јогунчић 8, Исмет Штилић 8, Цвијан Милошевић 8, Омер Рашидовић 7/1, Ибрахим Кушљугић 6, Асмир Механовић 6, Мустафа Хукић 5, Омер Ковачевић 4, Томо Мркић 1, Изудин Хаџић 1.                                                                |                                   |
| Динамо Винковици | Неврес Захировић 32/5, Зоран Вујчић 29/4, Стево Богдан 29, Давор Чоп 28/10, Милорад Рајовић 26/4, Анђелко Лакетић 24/3, Ивица Дуспара 23/1, Бранко Млинар 22/2, Иван Будимчевић 22, Мирослав Витковић 21, Антон Грабо 18/2, Миле Урошевић 16, Здравко Боровница 16, Младен Богдановић 14/7, Давор Младина 12/2, Томислав Радић 12, Ивица Цвиткушић 11, Илија Радић 11, Сеад Машић 11, Станко Мршић 9, Срећко Лушић 8, Ивица Туњић 6, Ненад Лушић 5, Драган Бошњак 5, Никица Салопек 3, Мирослав Тањга 2, Анте Шећер 2, Бранко Шкаро 2, Зоран Тасевски 1.                                                 | Тонко Вукушић                     |
| Будућност        | Душко Влаисављевић 32/1, Раде Залад 32, Жарко Вукчевић 31/2, Мухамед Кољеновић 31, Дејан Савићевић 30/5, Раде Вешовић 30/4, Зоран Воротовић 30/1, Жељко Јановић 28/4, Драгољуб Брновић 28/1, Славко Влаховић 26, Радомир Савић 25/3, Жељко Божовић 20/5, Мирко Радиновић 19/1, Иван Радовић 12, Дарко Мугоша 11/1, Миодраг Мартаћ 10/3, Жарко Павићевић 9, Бранислав Дробњак 8, Владимир Булатовић 7, Дервиш Хаџиосмановић 7, Бранислав Ђукановић 2, Војислав Вукчевић 1, Зоран Зекић 1, Звијездан Пејовић 1.                                                                                            | Јосип Дуванчић                    |
| Војводина        | Владан Димитрић 32/2, Зоран Марић 32/2, Јосиф Илић 31/2, Маријан Зовко 30/3, Милан Ђуровић 27, Мирослав Ћурчић 26/10, Младен Јованић 26, Тибор Цимбал 25/4, Душан Мијић 24/1, Мирко Тинтар 24/1, Бранислав Новаковић 21/3, Драган Аничић 21/3, Драган Тодоровић 18/2, Михаил Рац 18/2, Андраш Месарош 15, Миле Врга 14, Лазар Грубор 10, Антхонy Делицат 8, Сава Попић 8, Чедомир Мићовић 6/1, Драган Васић 6, Милан Бабић 4, Душан Стакић 4, Звонко Ћирић 2, Роберт Хаџнађ 2, Предраг Малешев 1, Александар Влаховић 1.                                                                                 | Вукашин Вишњевац                  |
| Искра            | Драган Гламочак 32/3, Горан Павлић 29, Ватрослав Петриновић 28/1, Драган Мирковић 27/5, Миломир Черемиџић 27, Зијад Салкић 25/4, Небојша Ороз 24/3, Неџад Омерхоџић 24, Миралем Зјајо 23, Милош Радовић 22/3, Миро Стипић 22/3, Јако Новокмет 19/5, Анте Толић 17/1, Јосип Шкаро 17, Драгутин Шемига 13, Дамир Врабац 12/2, Младен Кароглан 12, Дражен Ладић 12, Зоран Тоскић 12, Менсур Струкар 9, Стојанче Идић 6/1, Лазо Алексић 6, Селвер Лиховац 6, Горан Тоскић 5, Фајко Орман 3, Анте Зечевић 2, Месуд Дураковић 2, Златко Чондић 1, Влатко Главаш 1, Сенад Лупић 1.                              | Благоје Братић                    |
| Раднички         | Зоран Бојовић 32/1, Славољуб Николић 30/3, Мирослав Алексић 29/4, Зоран Милошевић 29/1, Драган Радосављевић 29, Милован Обрадовић 28, Драгиша Бинић 27/4, Санид Бегановић 27/3, Новица Гајић 27, Стојан Гавриловић 23, Милош Дризић 20/1, Синиша Гогић 15/3, Слободан Палчић 15/3, Зоран Банковић 15/1, Горан Гавриловић 14, Драган Пантелић 12/1, Владица Грујић 12, Братислав Ринчић 9/1, Завиша Пејић 9, Радован Крстић 8/1, Бранислав Ђорђевић 5, Емир Џиновић 4, Мирослав Симоновић 3, Драган Антић 3, Иван Ивановић 3, Владимир Јоксић 2, Драгиша Стојановић 2, Срђан Младеновић 2, Иван Станковић | Душан Ненковић                    |